# Gozo
Gozo (tiếng Malta: Għawdex, phát âm [ˈaˤːw.dɛʃ], trước đây Gaulos) là một hòn đảo của quần đảo Maltese ở biển Địa Trung Hải. Hòn đảo này là một phần của Malta. Sau hòn đảo Malta, nó là hòn đảo lớn thứ hai trong quần đảo. So với vùng lân cận phía đông nam, Gozo có nhiều vùng nông thôn và nổi tiếng với những ngọn đồi đẹp, được đưa vào quốc huy của quốc gia này.
Hòn đảo Gozo từ lâu đã được kết hợp với Ogygia, ngôi nhà của hòn đảo của loài thần nữ Calypso trong Odyssey của Homer. Trong câu chuyện đó, Calypso, sở hữu sức mạnh siêu nhiên tuyệt vời, và trong tình yêu với Odysseus, giữ anh ta giam giữ trong một số năm, cho đến khi cuối cùng thả anh ta để tiếp tục cuộc hành trình về nhà của mình.
Tính đến tháng 3 năm 2015, hòn đảo này có dân số khoảng 37.342 người, tất cả Malta đều có 445.000 người, và cư dân của họ được gọi là Gozitans (tiếng Malta: Għawdxin). Nó rất phong phú trong các địa điểm lịch sử như đền thờ Ġgantija, cùng với các đền thờ Megalithic khác của Malta, nằm trong số những công trình kiến trúc tự do cổ nhất thế giới.
Hòn đảo này có tính chất nông thôn và, so với đảo chính Malta, ít phát triển hơn. Nó được biết đến với cửa sổ Azure, một vòm đá vôi tự nhiên là một đặc điểm địa chất đáng chú ý, cho đến khi nó sụp đổ năm 2017. Hòn đảo này có các đặc điểm tự nhiên khác đáng kể, bao gồm cả biển nội địa và Wied il-Mielaħ Window. Có rất nhiều bãi biển trên đảo, cũng như các khu nghỉ mát ven biển nổi tiếng với cả người dân địa phương và khách du lịch, phổ biến nhất là Marsalforn và Xlendi. Gozo được coi là một trong những điểm đến lặn hàng đầu ở Địa Trung Hải và là trung tâm thể thao dưới nước. 